# Літейн

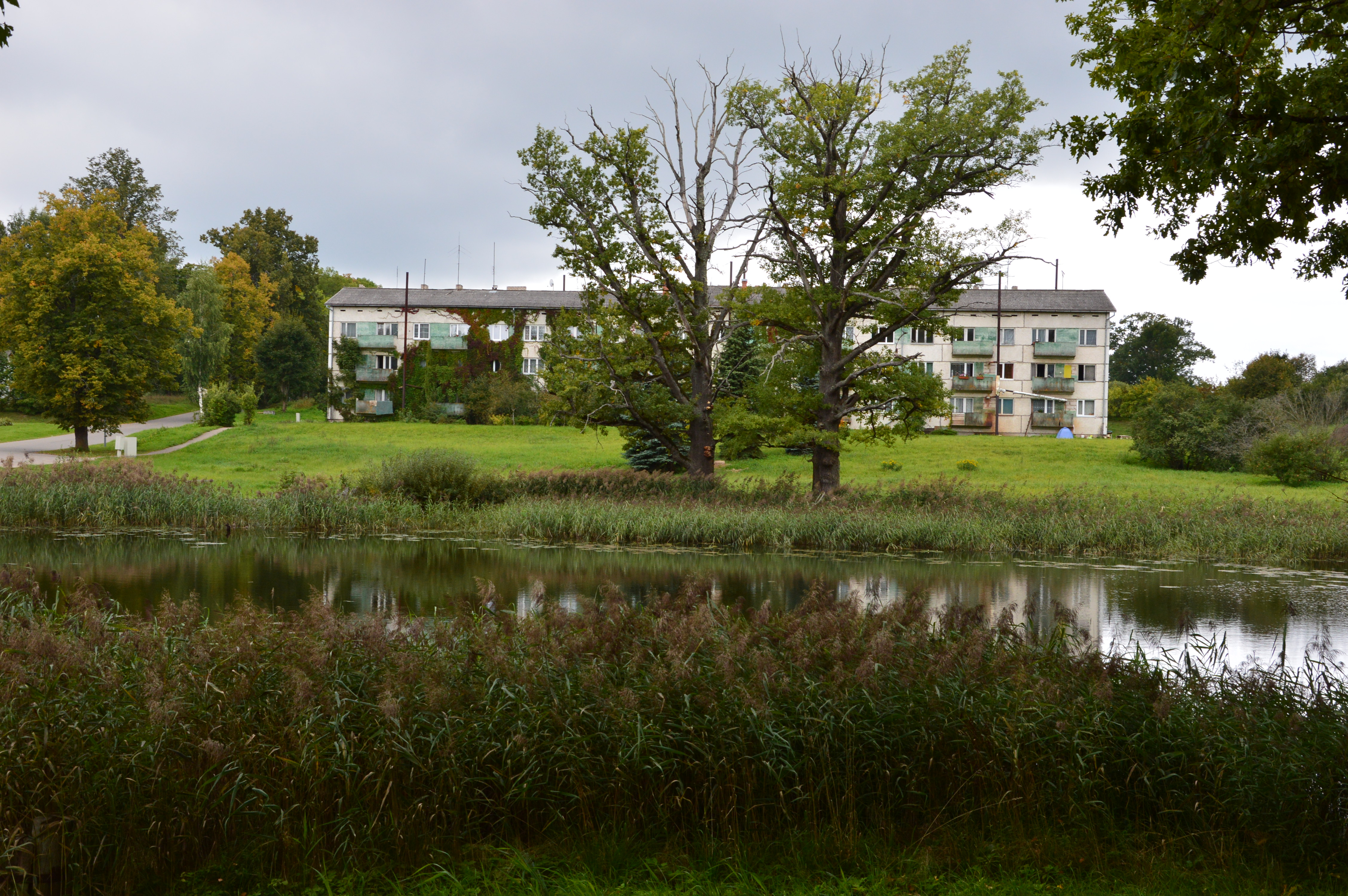
Літене

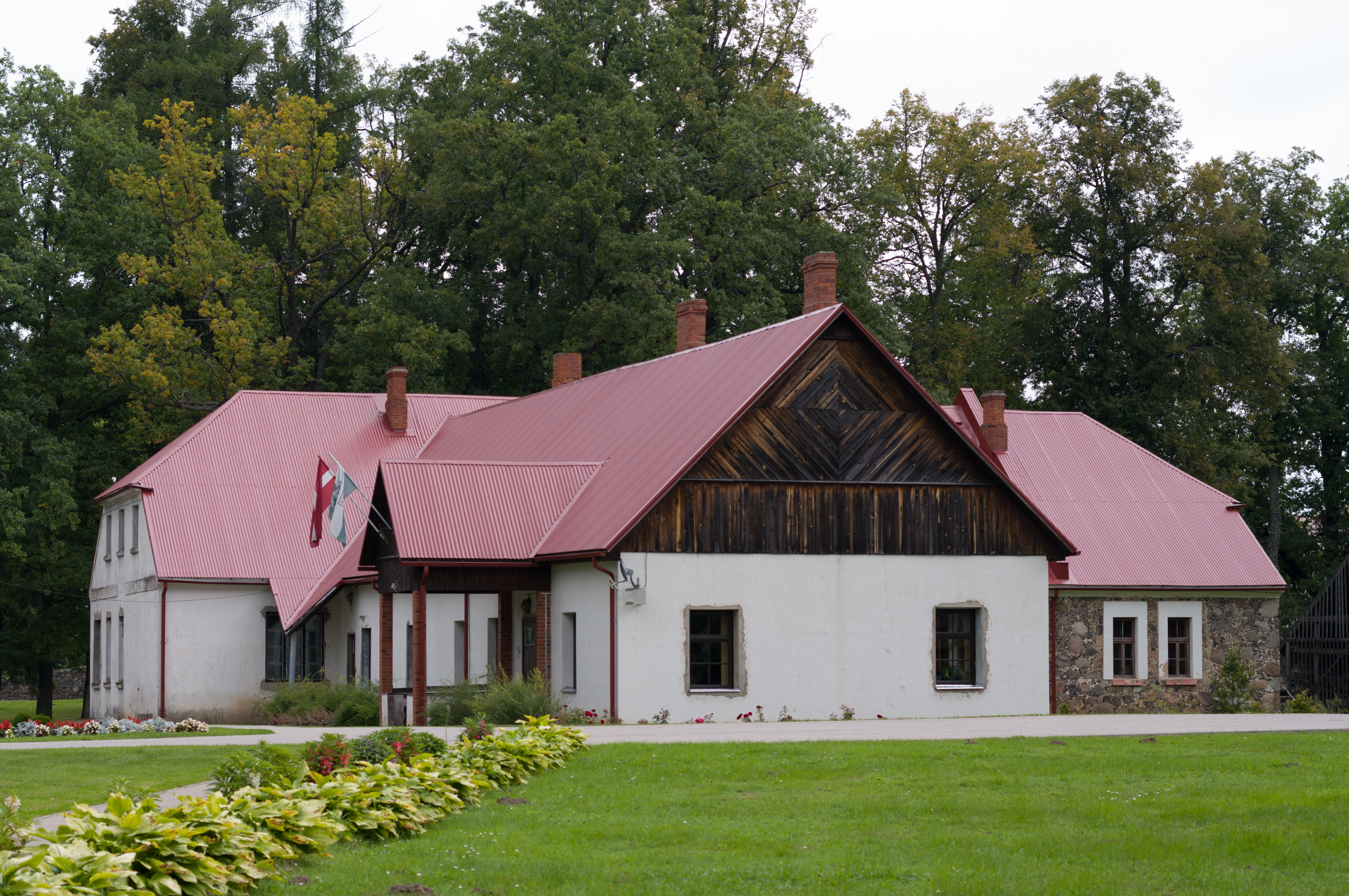
Садиба Літене

Літейн (нім. Lettin) - центр парафії Літене в муніципалітеті Гулбене на північному сході Латвії. Інші назви: Lytene, Myza Lytene.  Помітною будівлею є садиба Літене. 

## Історія
Літен став сумно відомим влітку 1941 року, "рік терору" радянської окупації. Радянським НКВС в 1941 році було заарештовано 1100 офіцерів латвійської армії. Адже саме в таборі Армії Літене більшість із них були заарештовані під приводом "навчальних вправ".  Двісті латвійських офіцерів були розстріляні в Літені, 80 - у Ризі та 560 - депортовані до сибірських гулагов. Лише 90 із них повернулися із Сибіру після смерті Йосипа Сталіна.  
Навесні 1941 року підрозділи розформованої латвійської армії, яку зараз називають 24-м територіальним корпусом Червоної армії, були направлені на літні тренування в колишню базу латвійської армії в Літені.  14 червня 1941 р. Решта офіцерів, перебуваючи у передбачуваній навчальній місії, були роззброєні, заарештовані та вислані на примусові роботи в Норіллаг, на північ від Полярного кола в Сибіру, де їх засудили до смертної кари або тривалого ув'язнення.
У 1988 р. Було проведено розкопки в колишньому літньому таборі латвійської армії в Літені. Екскаватори виявили останки 11 осіб, очевидно, офіцерів 24-го територіального корпусу. 
Під час церемоній вшанування пам’ятки 14 червня 2001 року на братському кладовищі Літене міністр оборони Латвії Гірц Валдіс Кристовскіс відкрив меморіал загиблим у 1941 році латвійським офіцерам 

## Список офіцерів латвійської армії, вбитих в Літені
- Перший лейтенант Фрідріхс Фельдманіс;  за даними Центрального архіву Міністерства оборони Росії, старший лейтенант Фельдманіс був застрелений під час спроби втечі між 1 і 10 серпня 1941 року. Останнє місце його військової служби показано як 183 піхотна дивізія Червоної Армії. [8]

## Трагедія Літена в музиці та мистецтві
- Літене : балада для 12-голосного хору [Архівовано 13 вересня 2015 у Wayback Machine.], складена Петерісом Васском на текст Ульдіса Берзіньша (1993). ISMN M-001-10158-5 EAN 7318590011454

## Дивитися також
- Катинська розправа
- Братські могили в Радянському Союзі
- Розправи в'язнів НКВС
- ГУЛАГ
- Окупація та анексія країн Балтії Радянським Союзом (1940)